# When Love Takes Over
When Love Takes Over – piosenka house/pop stworzona przez Kelly Rowland, Davida Guettę, Miriam Nervo, Olivię Nervo i Freda Ristera na czwarty album studyjny Guetty, One Love (2009). Wyprodukowany przez Guettę oraz Ristera, utwór wydany został jako pierwszy singel promujący krążek dnia 21 kwietnia 2009. W kompozycji swojego głosu gościnnie użyczyła Kelly Rowland.
Teledysk do singla nagrywany był dnia 19 maja 2009 w Venice, w Kalifornii. Klip miał premierę dnia 4 czerwca 2009 za pośrednictwem oficjalnej witryny internetowej Guetty.

## Pozycje na listach
Utwór osiągnął pierwszą pozycję na pięciu listach w następujących krajach: Bułgaria (na 1. miejscu przez 7 tygodni), Irlandia (3 tygodnie), Polska (2 tygodnie), Szwajcaria (8 tygodni), Wielka Brytania (tydzień). Najwyższa pozycja, na której zadebiutowała piosenka, to drugie miejsce we francuskiej Top 100 Singles Chart.
| Lista przebojów (2009)             | Najwyższa pozycja |
| ---------------------------------- | ----------------- |
| Austria Singles Top 75             | 3                 |
| Australia ARIA Singles Chart       | 6                 |
| Belgia Singles Chart               | 2                 |
| Bułgaria Top 40 Singles Chart      | 1                 |
| Dania Top 40 Singles Chart         | 2                 |
| Finlandia Top 20 Singles Chart     | 7                 |
| Francja Top 100 Singles Chart      | 2                 |
| Hiszpania Top 50 Singles Chart     | 5                 |
| Holandia Top 40 Chart              | 2                 |
| Irlandia Singles Chart             | 1                 |
| Kanada Billboard Hot 100           | 22                |
| Niemcy Singles Top 100 Chart       | 2                 |
| Norwegia Singles Top 20 Chart      | 3                 |
| Nowa Zelandia RIANZ Singles Chart  | 7                 |
| Portugalia Singles Top 50          | 2                 |
| Szwecja Singles Top 60 Chart       | 2                 |
| Szwajcaria Singles Chart           | 1                 |
| UK Singles Chart                   | 1                 |
| USA Billboard Hot 100              | 76                |
| USA Billboard Hot Dance Club Songs | 1                 |
| United World Chart                 | 3                 |
| Włochy Singles Top 50              | 3                 |